# Рупник, Леон
Лео́н Ру́пник (словен. Leon Rupnik; 10 августа 1880, Локве, Австро-Венгрия — 4 сентября 1946, Любляна, СФРЮ) — югославский и словенский военный и политический деятель, генерал-лейтенант (1937). Во время Второй мировой войны и оккупации Балкан сотрудничал с нацистами, возглавил Словенское домобранство. 5 мая 1945 года сбежал в Австрию, где вскоре был схвачен британскими солдатами, переправлен обратно в Югославию и казнён.

## Ранняя карьера
Рупник родился в Локве недалеко от Гориции, деревни в тогдашнем австрийском графстве Гориция и Градишка (ныне часть Новой Горицы, юго-западная Словения). Профессиональный солдат, с 1895 по 1899 год он учился в военной пехотной академии в Триесте и получил высшее образование в звании второго лейтенанта. Его обучение продолжалось в Вене с 1905 по 1907 год. После Первой мировой войны он присоединился к Югославской королевской армии в мае 1919 года в звании майора. После этого он рос в звании, став подполковником (1923 г.), полковником (1927 г.), бригадным генералом (1933 г.) и генерал-майором (1937 г.). Когда 6 апреля 1941 года вермахт вторгся в Королевство Югославию, Рупник был начальником штаба 1-й группы армий.

## Линия Рупника
После того, как нацистская Германия и Королевство Италия сформировали альянс Оси, Королевство Югославия решило построить линию крепостей вдоль границ, чтобы защитить себя от возможных нападений с севера и запада. Строительство в основном осуществлялось на границе с Италией в Дравской бановине. Линия была первоначально укомплектована гарнизоном в 15 000 солдат, но число увеличилось до 40 000 к 1941 году.  Поскольку Рупник отвечал за возведение укреплений, «Линия Рупника» стала общим названием для этих укреплений.
Оборона были построена по образцам французской линии Мажино и чехословацких пограничных укреплений, адаптированных к местным условиям. После вторжения Вермахта в Югославию 6 апреля 1941 года немногие из них были готовы, и немцы быстро прорвали линию.

## Сотрудничество с немцами
После быстрого разгрома югославской армии Рупник был освобожден из немецкой военной тюрьмы и переехал в оккупированную Италией южную Словению (известную как Люблянская провинция) 17 апреля 1941 года. 7 июня 1942 года он принял должность президента Провинциального совета Любляны, заменив Юро Адлешича в качестве мэра под итальянской оккупацией.  После заключения Италией перемирия с союзниками в сентябре 1943 года Любляна была оккупирована немцами. Фридрих Райнер, нацистский гауляйтер Каринтии, назначил Рупника президентом нового провинциального правительства после консультации с епископом Грегорием Рожманом, который согласился с намерением Райнера назначить Рупника во главе временного правительства. Под руководством Рупника 24 сентября 1943 г. было учреждено Словенское домобранство (Slovensko domobranstvo). Домобраны использовали итальянское вооружение, а также оружие, обмундирование и оборудование, поставляемое Германией. К годовщине создания Домобранской лиги Леон Рупник был назначен главным инспектором домобранства. Парадный портрет генерала Рупника написал словенский художник Матей Стернен.
21 января 1945 года был принят указ об образовании Словенской национальной армии, состоявшей из двух дивизий: Люблянской и Горской.